# Sonnenwachsschmelzer

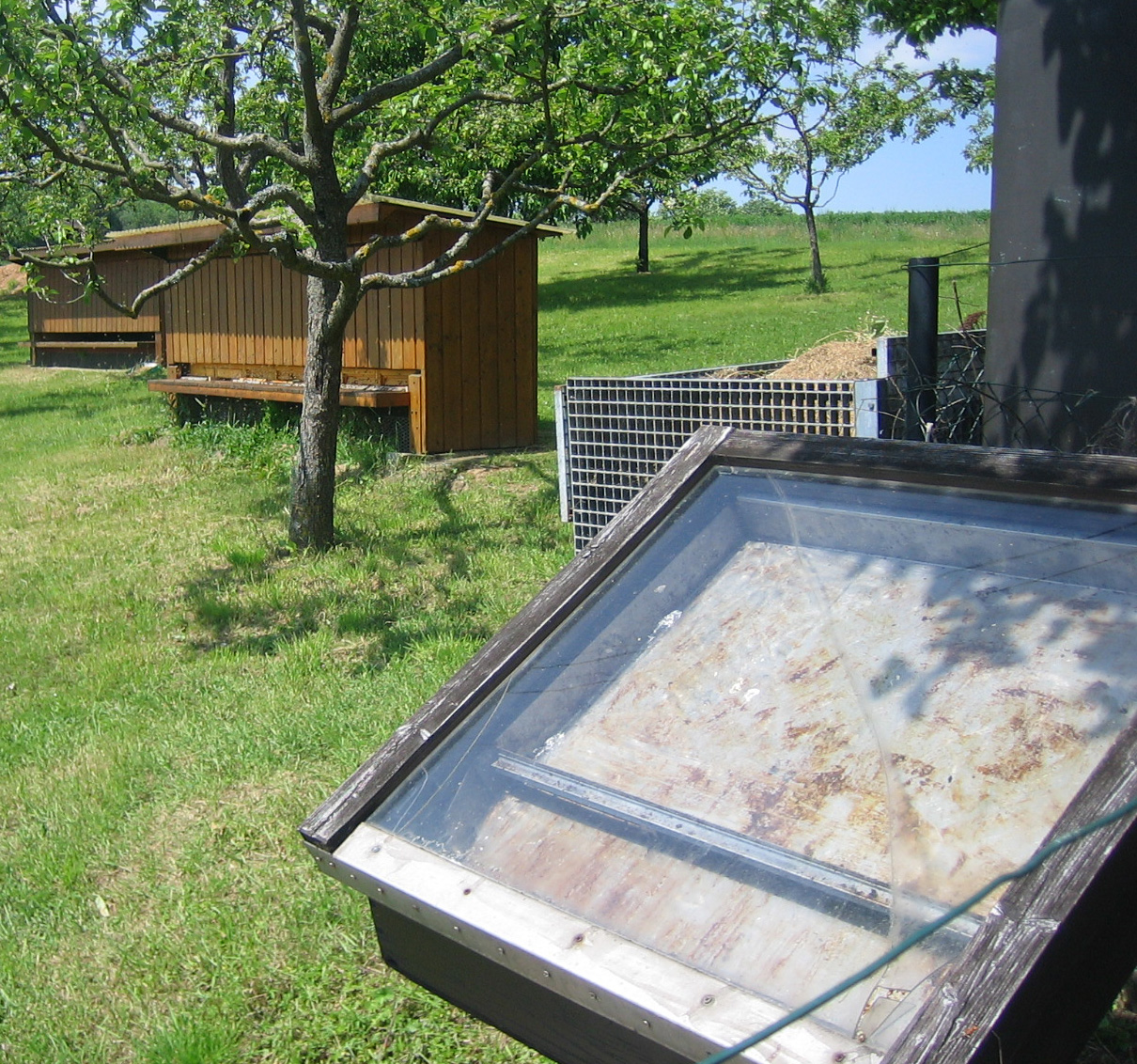
Sonnenwachsschmelzer mit Bienenstöcken im Hintergrund

Ein Sonnenwachsschmelzer ist ein Imkereigerät, das in der Imkerei zur Gewinnung von Bienenwachs verwendet wird. Damit werden Bienenwaben wieder eingeschmolzen. Im Gegensatz zum Dampfwachsschmelzer wird dafür ausschließlich Sonnenenergie verwendet.
Ein Sonnenwachsschmelzer besteht meist aus einem Holzkasten, in dem unten eine Schieferplatte angebracht ist. Die Abdeckung nach oben muss gut isoliert sein und besteht aus einer doppelten Glasscheibe oder aus einer Stegplatte aus durchsichtigem Kunststoff. Auf die Schieferplatte wird eine aus dem Rähmchen ausgeschnittene Bienenwabe gelegt. Der Sonnenwachsschmelzer wird schräg aufgestellt und nach der Sonne ausgerichtet. Unter der Deckscheibe entsteht dann ausreichend Wärme, um das in der Wabe enthaltene Bienenwachs zu schmelzen. Das flüssige Wachs läuft in eine herausnehmbare, mit etwas Wasser gefüllte Plastikwanne im unteren Bereich des Sonnenwachsschmelzers.
Das Gerät wird zur Gewinnung von Rohwachs aus Bienenwaben eingesetzt, die nicht mehr im Bienenstock verwendet werden. Die größte Wachsausbeute gibt es bei  jüngeren gelben bis hellbraunen Waben. Dagegen lässt sich aus schwarzen Altwaben schlechter Wachs rückgewinnen, da es in den Kokonhäuten zurückbleibt.